# Thomas von Villanova

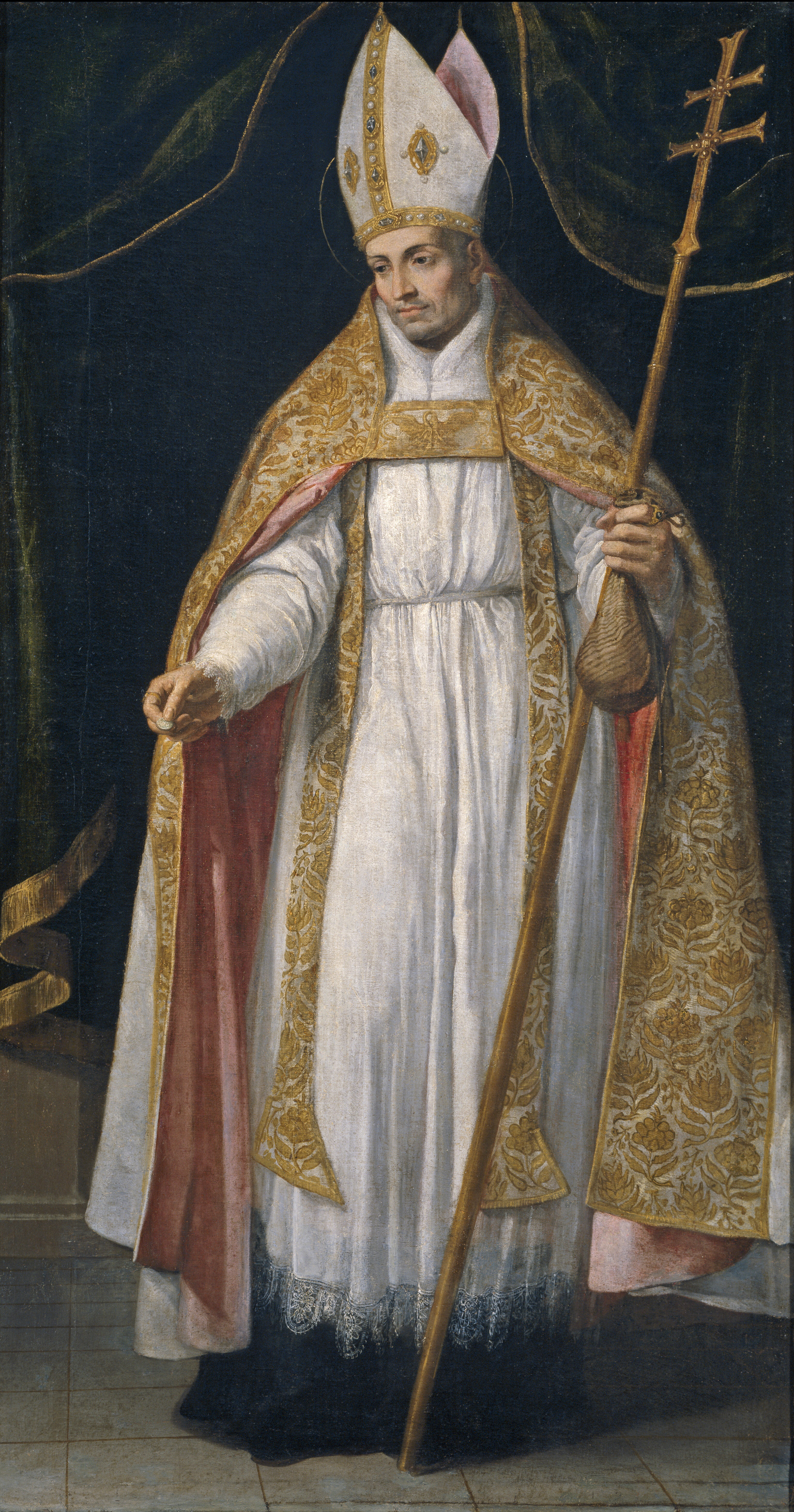
Thomas von Villanova

Thomas von Villanova OSA (* 1488 in Villanueva de los Infantes, Provinz Ciudad Real; † 8. September 1555 in Valencia) war ein spanischer Mönch des Augustinerordens, Erzbischof und Heiliger. Seine Gedenktage sind der 8. September (Todestag) sowie in Spanien und im Orden der Augustiner der 10. Oktober.

## Leben
Thomas von Villanova wurde als Tomás García y Martínez geboren. Er war Sohn von Aloazo Tomas Garcia und Lucia Martínez Castellanos, woraus sich sein ursprünglicher Name ableitet. Der Vater war Müller, der sich besonders für Arme einsetzte und ihnen Almosen und Mahlzeiten, an Festtagen auch Holz und Wein gab; armen Bauern lieh er Geld und Saatgut. Nach dem Tod des Vaters setzte die Mutter diese Tradition fort und versorgte bedürftige Mädchen in der Nachbarschaft mit Kleidung und Geld.
Das Vorbild der Eltern prägte seine ethische Entwicklung; im Alter von 16 Jahren begann er an der Universität von Alcalá de Henares das Studium der Geisteswissenschaften und der Theologie. Nach Abschluss der Studien war er ab 1512 als Professor für Logik und Philosophie tätig, ehe er sich im Jahr 1516 dazu entschloss, in den Orden der Augustiner-Eremiten in Salamanca einzutreten.

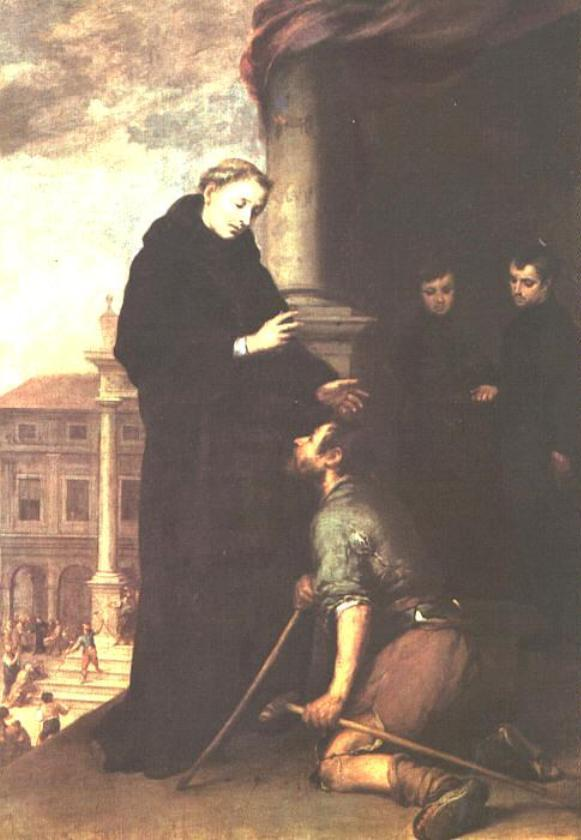
Murillo: Thomas von Villanova heilt die Kranken

Im Jahre 1518 empfing Thomas von Villanova die Priesterweihe und wurde ein Jahr später Prior seines Klosters. Rasch wurde er durch seine Predigten in der Kirche von Salamanca bekannt. Mit seiner Predigt auf die Liebe Gottes erregte er die Aufmerksamkeit von Karl V., der ihm das Amt des Erzbischofs von Granada anbot, was Thomas von Villanova nicht akzeptierte.
In den Jahren zwischen 1527 und 1529 sowie von 1534 bis 1537 war er Ordensprovinzial und förderte die Missionsarbeit in Mexiko.
Im Jahr 1544 wurde er zum Erzbischof von Valencia nominiert und wollte neuerlich ablehnen, bis ihm sein Vorgesetzter befahl zu akzeptieren. Seine beißenden Angriffe auf seine Bischofskollegen brachten ihm den Ruf ein, ein Reformator zu sein. In einigen seiner Predigten griff er die Grausamkeit des Stierkampfes an. Er pflegte auch eine große Hingabe zur Jungfrau Maria, deren Herz er mit dem brennenden Dornbusch des Mose verglich, der nie verbraucht wird. Er lebte auch als Erzbischof sehr bescheiden und seine karitativen Bemühungen besonders für Waisen, arme Frauen ohne Mitgift, und Kranke waren unermüdlich. Er wirkte durch seine ausdrucksvollen Predigten und die außergewöhnliche Wohltätigkeit ganz im Sinne der Beschlüsse des Konzils von Trient, was ihm die Beinamen „Apostel Spaniens“ und „Almosengeber“ eintrug.
Thomas von Villanova erkrankte im Jahr 1551 und starb vier Jahre später im Alter von 67 Jahren an Angina Pectoris. Er wurde in der Kathedrale von Valencia bestattet.

## Kanonisation und Darstellung
Die Heiligsprechung von Thomas von Villanova erfolgte am 1. November 1658 durch Papst Alexander VII. Er wird zumeist im Mönchs- oder Bischofsgewand als Krankenheiler oder als Verteiler von Almosen dargestellt.

## Schriften
Thomas von Villanova ist Autor verschiedener Schriften, die im Jahre 1881 in sechs Bänden als „Opera omnia“ in Manila veröffentlicht wurden. Darin ist das „Selbstgespräch zwischen Gott und der Seele“ enthalten. Francisco de Quevedo schrieb im Jahre 1620 unter dem Titel „Epitome a la historia de la vida exemplar y gloriosa muerte del bienaventurado F. Thomas de Villanueva“ die Biografie des Erzbischofs.

## Schutzpatron
Thomas von Villanova ist der Namensgeber und Schutzpatron der Villanova University, der Universidad Católica de Santo Tomás de Villanueva in Havanna, der St. Thomas University und des Villanova College, einer katholischen Schule für Knaben in Brisbane. Einige Kirchen auf den Philippinen (z. B. die zum UNESCO-Weltkulturerbe gehörende Church of Santo Tomas de Villanueva in der Gemeinde Miagao) sind ihm geweiht. Vor allem aber ist ihm die Collegiata di San Tommaso di Villanova in Castel Gandolfo, die Pfarrkirche der Stadt, gewidmet, deren Bau auf Anordnung von Alexander VII. sofort nach der Kanonisation von Gianlorenzo Bernini begonnen und schon 1661 abgeschlossen wurde.